# فحص الكتف
فحص الكتف (أو اختبار الكتف) هو جزء من الفحص البدني المستخدم لتحديد الأمراض المحتملة التي تشمل الكتف. يجب إجراء الفحص مع تعرض كلا الكتفين لتقييم عدم التناسق وهزال العضلات.

## عناصر اختبار الكتف
- المعاينة.
- جس المفصل القصي الترقوي، الترقوة، المفصل الأخرمي الترقوي، الجراب تحت الأخرم، الوتر ثنائي الترقوة.
- تقييم نطاق الحركة السلبي والنشط: يجب تقييم نطاق حركة الرقبة الذي قد يكشف عن مصدر آلام في الرقبة. يختبر الاختبار على وجه التحديد نطاق الحركة وفي الاختبار العادي، يجب أن يكون الفرد قادرًا على الوصول إلى C7 في الدوران الخارجي، وT7 عند الدوران الداخلي.
- تقييم النبضات البعيدة.
- اختبار القوة: اختبار تمديد الرسغ للعصب الكعبري، واختبار اختطاف الإصبع في العصب الزندي، واختبار تثبيت الإبهام في العصب المتوسط.
- اختبار الإحساس.
- اختبار الانعكاس: اختبارات انعكاس العضلة ثلاثية الرؤوس C6-C8، واختبارات انعكاس العضلة ذات الرأسين C5 وC6، واختبارات انعكاس العضلة العضدية C5-C7.
- مناورات استفزازية.

## مناورات استفزازية خاصة بفحص الكتف

### اختبارات لأمراض الكفة المدورة
- اختبار اصطدام نير: يشير الاختبار الإيجابي إلى متلازمة انحشار الكتف.
- اختبار هوكينز كينيدي: يشير الاختبار الإيجابي إلى متلازمة انحشار الكتف.
- يمكن أن تختبر العلبة الفارغة: يشير الاختبار الإيجابي إلى تمزق الكفة المدورة، على وجه التحديد، تمزق عضلات فوق الشوكة.
- اختبار إسقاط الذراع : يشير الاختبار الإيجابي إلى وجود تمزق فوق الشوكة.
- اختبار الدوران الخارجي: يشير الاختبار الإيجابي إلى وجود تمزق طفيف في العضلة تحت الشوكة أو العضلة المدورة.
- اختبار الإقلاع: يشير الاختبار الإيجابي إلى أمراض عضلة تحت الكتف.

### اختبارات التهاب الغشاء المفصلي الثنائي وعلم أمراض الشفا
- اختبار يرغاسون.
- اختبار السرعة.
- اختبار حمل العضلة ذات الرأسين.
- اختبار أوبراين: يشير الاختبار الإيجابي إلى تمزق سلاب (أو تمزق الشفا العلوي من الأمام إلى الخلف).

### اختبارات عدم استقرار الكتف
- اختبار جوبس: يشير الاختبار الإيجابي إلى عدم استقرار الحقاني العضدي الأمامي.
- اختبار الانتقال.

### اختبارات أخرى
- اختبار عبر الذراع: يشير الاختبار الإيجابي إلى تنكس/التهاب المفاصل الأخرمي الترقوي.
- اختبارات علامة أدسون لمتلازمة مخرج الصدر.
- قد تشير علامة ليرميت إلى اعتلال الجذور العنقي أو مرض الحبل الشوكي.
- اختبارات اختبار سبيرلنج لمرض العمود الفقري العنقي.[1][2]

خلص تحليل تلوي في عام 2008 إلى أن الدقة التشخيصية للاختبارات الفردية في فحص الكتف كانت محدودة، وتحديداً أن اختبار هوكينز-كينيدي واختبار السرعة ليس لهما قدرة تمييزية على تشخيص أمراض الكتف المحددة، وأن نتائج الدراسات التي تقيم الاختبارات الأخرى كانت غير متجانسة إحصائيًا بشكل كبير بحيث لا يمكن التوصل إلى استنتاجات ذات مغزى حول دقة التشخيص.
يمكن أن يكون فحص الكتف معقدًا لأن الكتف يمكن أن يظهر مع أكثر من مرض في وقت واحد.